# 一日摂取許容量
一日摂取許容量（いちにちせっしゅきょようりょう、英: Acceptable Daily Intake, ADI）とは、食品に用いられたある特定の物質について、生涯にわたり毎日摂取し続けても影響が出ないと考えられる一日あたりの量を、体重1kgあたりで示した値をいう。単位はmg/kg bw/day,もしくはmg/kg 体重/日。日本語名称としては一日許容摂取量とも許容一日摂取量とも言う。
具体的な算出方法は、動物実験によって悪影響が見られなかった最大の量（無有害作用量、NOAEL）を安全係数で割って求める。安全係数としては、一般にマウスやラットなど実験動物とヒトとの種の違いを考慮して10倍をとり、さらに個人差を考慮して10倍を乗じた100倍を用いる。
「許容量」ではあるが、これが限界で少しでも超えると直ちに悪影響が出るというものではなく、くだけた表現をするなら「いくら何でもこれくらいなら問題ないだろう」として許容すると定めた量を意味する。「ここまでは悪影響がない、これを超えると悪影響が出る」という量ではなく、それはむしろ上記のNOAELに相当する。しかしヒトでNOAELを求めるような実験はできないため、事故による偶然のデータなどがある物質を除き、ヒトについてこの種の値は一般に不明である。
同様の概念で、意図的に加えるのではない汚染物質などの場合に用いるものは、TDI(Tolerable Daily Intake)「耐容一日摂取量」という。